# نوبیل ایر
نوبیل ایر (به انگلیسی: Nobil Air) یک شرکت هواپیمایی است که در ۲۰۰۳ میلادی تأسیس شده‌است. دفتر مرکزی نوبیل ایر در کیشیناو، مولداوی واقع شده‌است و قطب این شرکت هواپیمایی در فرودگاه بین‌المللی کیشیناو قرار دارد.